# Aphis gratiolae
Aphis gratiolae är en insektsart. Aphis gratiolae ingår i släktet Aphis och familjen långrörsbladlöss. Inga underarter finns listade i Catalogue of Life.